# یوشیرو کاگه‌یوری
یوشیرو کاگه‌یوری (به ژاپنی: 屋代 景頼 Yashiro Kageyori); ۱ ژانویهٔ ۱۵۶۳ – ۱ ژانویهٔ ۱۶۰۸) یک سامورایی در دوره آزوچی–مومویاما و اوایل دوره ادو در خدمت خاندان داته بود.